# Ha nascut una estrella (pel·lícula de 1937)

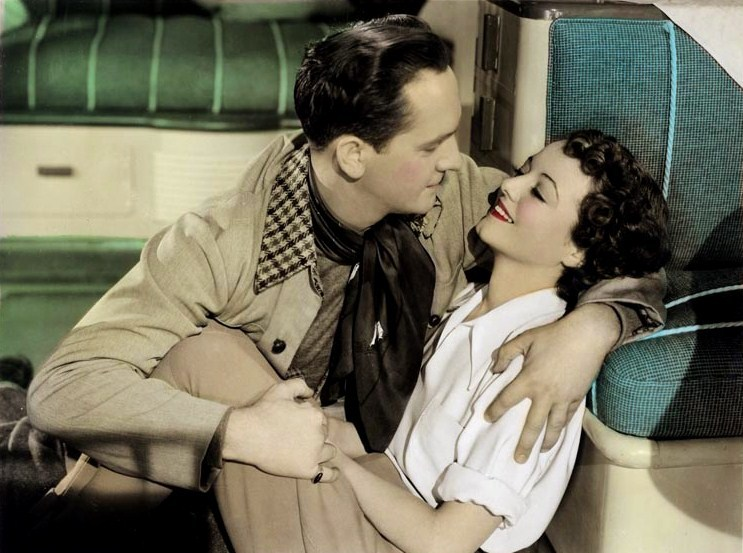
Fredric March i Janet Gaynor en un fotograma de la pel·lícula

Ha nascut una estrella (títol original “A Star Is Born”) és una pel·lícula en Technicolor dirigida per William A. Wellman i protagonitzada per Janet Gaynor en el paper d’actriu que intenta fer-se un lloc a Hollywood i Fredric March com l’actor en hores baixes que l’ajuda en la seva carrera. Basada en una història del propi director i Robert Carson, adaptada per Dorothy Parker, Alan Campbell i Robert Carson, la pel·lícula es va estrenar el 30 d’abril de 1937. La pel·lícula fou nominada a set categories en els Premis Oscar de 1937 obtenint una estatueta, a més de l'Oscar honorífic per a W. Howard Greene per la fotografia de la pel·lícula. Està doblada al català.
De la pel·lícula es van fer posteriorment tres versions més, la de 1954 dirigida per George Cukor amb Judy Garland and James Mason, la de 1976 dirigida per Frank Pierson, amb Barbra Streisand i Kris Kristofferson i la del 2018 dirigida per Bradley Cooper, amb ell mateix i Lady Gaga.

## Argument
Esther Victoria Blodgett és una noia que viu en una granja i anhela convertir-se en actriu de Hollywood. Tot i que la seva tieta i el seu pare intenten treure-li de sobre aquests pensaments, l'àvia de l'Esther li dona els seus estalvis per a que pugui seguir el seu somni. Un cop a Hollywood només troba feina com a cambrera. Coneix Danny McGuire que és un ajudant de direcció a l’atur i quan aquest troba feina i surten a celebrar-ho es troba amb un famós actor en decadència per culpa de la seva addicció a l'alcohol. Poc després inicien una relació. Ell s'adona de l'enorme talent que ella té i s'entesta a convertir-la en una nova estrella de la cançó. L’introdueix en el món dels musicals cinematogràfics. Tots dos es casen, i a mesura que ella ascendeix en la seva carrera i es converteix en una autèntica estrella, ell a poc a poc, es va autodestruint cada vegada més.

## Repartiment
- Janet Gaynor (Esther Blodgett/Vicki Lester)
- Fredric March (Norman Maine)
- Adolphe Menjou (Oliver Niles)
- May Robson (àvia Lettie Blodgett)
- Andy Devine ("Danny" McGuire)
- Lionel Stander (Matt Libby)
- Owen Moore (Casey Burke)
- Peggy Wood (Miss Phillips)
- Elizabeth Jenns (Anita Regis)
- Edgar Kennedy (Pop Randall)
- J. C. Nugent (Mr. Blodgett)
- Francis Ford (William Gregory)
- Clara Blandick (tieta Mattie (no surt als crèdits))

## Producció
Per a la seva primera producció en Technicolor per a la MGM, David O. Selznick va pensar en un tipus de pel·lícula que repetís l’argument de “What Price Hollywood?“ (1932) de George Cukor per lo que contractà William A. Wellman per a que escrigués una historia i a Robert Carson com a ajudant. Selznick va proposar a Cukor de dirigir-la però aquest, que més tard dirigiría una segona versió de la pel·lícula, declinà fer-ho en aquell momento en veure-la molt igual a la que havia rodat el 1932 per lo que el productor contractà Wellman també com a director. La pel·lícula es va rodar d'octubre a desembre de 1936 amb un pressupost estimat d'1.173.639 dòlars, dels quals, el sou de la parella protagonista corresponia a un 25%.

## Premis i nominacions
| Premi                               | Categoria                     | Nominats                                      | Resultat  |
| ----------------------------------- | ----------------------------- | --------------------------------------------- | --------- |
| Premis Oscar                        | Oscar a la millor pel·lícula  | David O. Selznick                             | Nominat   |
| Premis Oscar                        | Millor director               | William A. Wellman                            | Nominat   |
| Premis Oscar                        | Millor actor                  | Fredric March                                 | Nominat   |
| Premis Oscar                        | Millor actriu                 | Janet Gaynor                                  | Nominat   |
| Premis Oscar                        | Millor història               | William A. Wellman i Robert Carson            | Guanyador |
| Premis Oscar                        | Millor guió adaptat           | Alan Campbell, Robert Carson i Dorothy Parker | Nominat   |
| Premis Oscar                        | Millor ajudant de direcció    | Eric G. Stacey                                | Nominat   |
| Premis Oscar                        | Oscar honorífic               | W. Howard Greene                              | Guanyador |
| Premis del National Board of Review | 10 pel·lícules més destacades | 10 pel·lícules més destacades                 | 9è lloc   |
| Mostra de Venècia                   | Millor pel·lícula estrangera  | William A. Wellman                            | Nominat   |